# Christian Pauls
Christian Pauls (* 26. September 1944 in Buckow) ist ein pensionierter deutscher Diplomat.
Nach dem Studium der Rechtswissenschaften an den Universitäten von Freiburg, Montpellier und Hamburg arbeitete er von 1973 bis 1975 als Rechtsanwalt in Hamburg.
Nach dem Eintritt in den Auswärtigen Dienst 1975 folgten Verwendungen im Auswärtigen Amt in Bonn sowie an den Botschaften der Bundesrepublik Deutschland in Griechenland, Indien, Italien und den USA.
Von 1996 bis 1999 war Christian Pauls zunächst Leiter eines Sonderstabes, der den Kosovo-Einsatz ausarbeitete, dann Leiter einer Unterabteilung in der politischen Abteilung des Auswärtigen Amtes.
Von 2001 bis 2005 war Christian Pauls Botschafter der Bundesrepublik Deutschland in Kanada. Sein dortiger Nachfolger wurde Matthias Martin Höpfner. Danach wurde er Botschafter der Bundesrepublik Deutschland in Irland. Von diesem Posten ging er 2009 in den Ruhestand.